# (4671) Drtikol
(4671) Drtikol ist ein Asteroid des inneren Hauptgürtels, der am 10. Januar 1988 von dem tschechischen Astronomen Antonín Mrkos am Kleť-Observatorium (IAU-Code 046) bei Český Krumlov entdeckt wurde. Sichtungen des Asteroiden hatte es vorher schon am 24. April 1974 unter der vorläufigen Bezeichnung 1974 HM2 am chilenischen Observatorio Cerro El Roble sowie am 7. und 12. September 1986 (1986 RR7) am Krim-Observatorium in Nautschnyj gegeben.
Nach der SMASS-Klassifikation (Small Main-Belt Asteroid Spectroscopic Survey) wurde bei einer spektroskopischen Untersuchung von Gianluca Masi, Sergio Foglia und Richard P. Binzel bei (4671) Drtikol von einer hellen Oberfläche ausgegangen, es könnte sich also, grob gesehen, um einen S-Asteroiden handeln.
(4671) Drtikol ist nach dem tschechischen Fotografen František Drtikol (1883–1961) benannt. Die Benennung erfolgte auf Vorschlag des tschechischen Astronomen Miloš Tichý durch die Internationale Astronomische Union (IAU) am 2. April 1999.